# Vespula sulphurea
Vespula sulphurea är en getingart som först beskrevs av Henri Saussure 1854.  Vespula sulphurea ingår i släktet jordgetingar, och familjen getingar. Inga underarter finns listade i Catalogue of Life.